# Léon Émile Vidal
Pour les articles homonymes, voir Léon Vidal et Vidal.
Léon Émile Vidal, né le 26 juillet 1834 à Trans (Var) et mort le 28 août 1926 à Hyères (Var), est un médecin français. 

## Biographie
Léon Émile Vidal a soutenu sa thèse de médecine intitulée « De la colique sèche à la Guyane française et de son étiologie », le 22 décembre 1863, à la faculté de médecine de Montpellier. Ancien chirurgien de la Marine de 1855 à 1864, en fonction à Toulon, en Guyane et en Bretagne, il devient médecin en chef de l'hospice d'Hyères, puis est nommé médecin de la gendarmerie d'Hyères en 1872. 
Léon Émile Vidal est élu correspondant national pour la division d'anatomie et physiologie de l'Académie nationale de médecine,. Il est membre de l’Académie du Var, secrétaire général de la Société forestière des Maures, médecin honoraire des hôpitaux de Lyon, ancien chirurgien de la Marine.
Son nom est évoqué dans une monographie de June Fernandez : « En l'an 1883, Robert Louis Stevenson écrivit à sa mère : […] J'ai survécu là où un homme plus solide n'aurait pu […] Pour mon état général, comme pour ma consomption, nous ne saurons rien tant que Vidal ne m'aura pas examiné, mais je pense que le mal est moindre, mes poumons sont costauds »,.

### Création du sanatorium de Giens

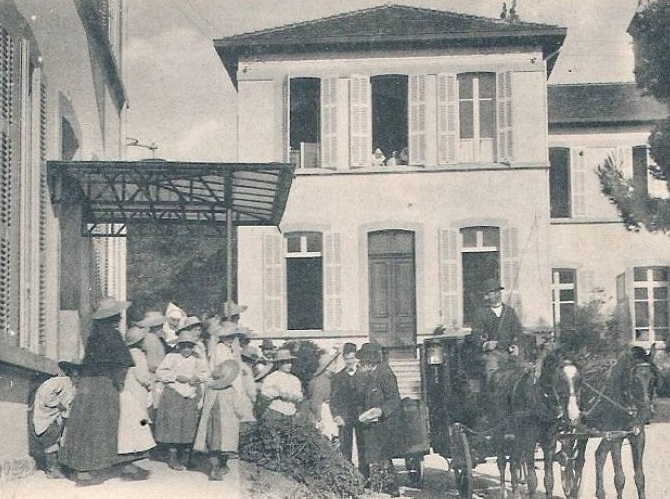
Arrivée du Docteur Vidal au Sanatorium Renée Sabran

En 1881, Léon Émile Vidal propose la création d'un sanatorium, sur la presqu'île de Giens à Hyères, proposition qu'il soutient par la voie d'une communication scientifique devant la Société médicale des hôpitaux de Paris,. Il est nommé médecin-chef du sanatorium Renée Sabran, actuel hôpital Renée-Sabran.
Dans son allocution prononcée pour l'inauguration du sanatorium en 1892, Hermann Sabran indique : « Nous avons confié le service médical à notre ami, le Dr Vidal, qui, depuis longtemps poursuivait l'idée de créer un hôpital maritime dans la région, qui n'avait pas pu réaliser ses projets et qui ne se doutait guère que, des brumes de la Saône, devait surgir un hôpital, qui allait, comme il disait lui-même, réaliser le rêve de sa vie ».
Jules Rochard fait référence à ce projet dans la Revue des Deux Mondes en 1890, indiquant : « Ce que M. Vidal a déployé d’habileté et de persévérance pour faire franchir à son projet ce pas difficile, ce qu’il a essuyé de refus déguisés, de fins de non-recevoir, il l’oublie aujourd’hui que le succès a couronné son entreprise, et nous devons l’oublier comme lui. ». 
Louis Renon évoque l'activité professionnelle de Léon Émile Vidal au sanatorium : « En dehors de l'hôpital de tuberculeux, on peut traiter le tuberculeux par tous les établissements d'assistance. Il en existe une série, à la campagne, aux environs de Paris. Au bord de la mer, on compte les hôpitaux marins […] l'hôpital Renée Sabran, placé sous la direction du Dr Vidal, un grand apôtre social de la tuberculose. »

### Éloge funèbre
- Par le Dr Trabaud, alors président du conseil départemental d’hygiène du Var : « […] Jusqu’à l’année dernière, il avait conservé l’ardeur insatiable et la ténacité de l’apôtre […], sa vie a été un modèle de travail, de désintéressement et de philanthropie »[18].
- Par le Dr Léopold Jaubert, futur maire (1928-35 et 1937-41), alors président du syndicat des médecins d’Hyères : « […] C’est surtout pour cette fidélité à son métier et à sa petite patrie que nous l’avons aimé et admiré et que son souvenir vivra parmi nous. C’est encore parce qu’il nous a donné l’exemple des plus belles vertus professionnelles : droiture d’esprit et bonté du cœur, curiosité scientifique et amour du travail, foi indéfectible en la mission sociale du médecin […]. Il eut sans cesse à l’esprit deux objectifs dominants […] la protection de l’enfance […] et la lutte contre la tuberculose […] ».

## Hommages et distinctions

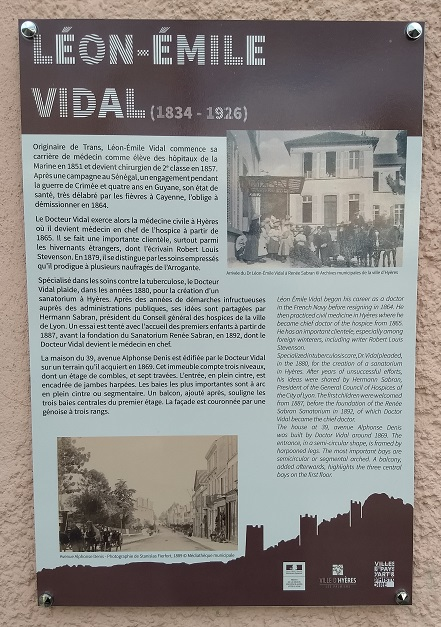
Plaque d'information patrimoniale

- 1920 : commandeur de la Légion d'honneur[19] ;
- Une rue de la commune d'Hyères porte son nom[20],[note 2] ;
- Une plaque d'information patrimoniale a été posée pour honorer la mémoire du Dr Vidal, fondateur de l'hôpital Renée-Sabran[21].

## Publications
- Enquête sur la question des eaux, Hyères, 1873, 8 p. lire en ligne sur Gallica
- « Scrofule et tuberculose », communication faite à la Société médicale des hôpitaux, séance du 25 mars 1881, par le Dr Émile Vidal, Paris : impr. de F. Malteste, 1881
- Exposé des titres et travaux scientifiques, Paris : Impr. E. Martinet, 1879-1883
- « Au sujet de la création d’un sanatorium sur la plage d’Hyères (Var) », in Annales de la société d’hydrologie médicale, 1881, 16 p.
- « De la dermatose de Kaposi (xeroderma pigmentosum », in Annales de dermatologie et de syphiligraphie, 1883, p. 621-644.
- Les climats d’Hyères et le sanatorium maritime, avec H. Souchon (typographie et lithographie), Hyères, 1888, 107 p.
- avec Henri Leloir, Traité descriptif des maladies de la peau : symptomatologie et anatomie pathologique, Masson, 1890 ; rééd. Hachette, 2014,  (ISBN 978-2013476010), 272 p.
- « Les Hôpitaux marins et le sanatorium Renée-Sabran à Hyères-Giens », communication au Congrès scientifique de Marseille, séance du 19 septembre 1891, 12 p.[22].
- « La Lutte contre la grêle », Montpellier, Roumégous et Dehan, 1892 - Rapport au conseil général sur le fonctionnement de la loi Roussel dans le département du Var : Statistiques de la mortalité des enfants en bas âge pendant la période décennale de 1884 à 1893, Draguignan : Olivier-Joulian, 1894
- « La Lutte contre la tuberculose pulmonaire au point de vue sociologique et le sanatorium Alice-Fagniez à Hyères, Var », communication faite au Congrès international de Londres, 22-26 juillet 1901, 23 p., Œuvre de Villepinte.
- « Influence du climat méditerranéen sur la tuberculose et les tuberculeux: Cure fermée, établissements d'assistance pour scrofuleux et tuberculeux pulmonaires indigents », rapport au congrès français de climatothérapie et d'hygiène urbaine, avril 1904)[23].
- « L'Action de l'héliothérapie dans le traitement des tuberculoses cutanées », rapport présenté au congrès de l'Association internationale de thalassothérapie de Cannes, 1914, 2 p., in L'héliothérapie à travers les âges, Paris : Éditions de la Gazette des eaux, 1914, 2 p.[24]